# تانا (فیلم)
تانا (انگلیسی: Tanna) یک فیلم درام به کارگردانی مارتین باتلر و بنتلی دین است که در سال ۲۰۱۵ منتشر شد.
این فیلم نماینده استرالیا در اسکار ۲۰۱۷ بود که در رقابت با فروشنده، به کارگردانی اصغر فرهادی، از ایران ناکام بود. همچنین برنده جایزه هفته منتقدان بین‌المللی شده و جایزه بهترین فیلمبرداری را از جشنواره ونیز ۲۰۱۵ دریافت کرده است.